# زیردریایی جانون (کیو۱۸۶)
زیردریایی جانون (کیو۱۸۶) (به انگلیسی: French submarine Junon (Q186)) یک زیردریایی بود که طول آن ۶۸٫۱ متر (۲۲۳ فوت ۵ اینچ) بود. این زیردریایی  در سال ۱۹۳۵ ساخته شد.